# محمود شاه بهادر
بیدار بخت محمود بهادر جهان شاه چهارم یکی از حکمرانان گورکانی هند برای یک دوره کوتاه در سال ۱۷۸۸ بعد از شاه عالم دوم بود که توسط غلام قدیر خلع شد.
محمود شاه بهادر پسر امپراتور سابق گورکانی احمد شاه بهادر بود. او خود را امپراتور نامید ولی در واقع بازیچه درباریان بود. پس از به قدرت رسیدن شاه عالم دوم مخلوع و کور گشت.